# Resolutie 649 Veiligheidsraad Verenigde Naties
Resolutie 649 van de Veiligheidsraad van de Verenigde Naties werd unaniem aangenomen op 12 maart 1990.

## Achtergrond
In 1964 was er  geweld uitgebroken tussen de Griekse en de Turkse gemeenschappen op het eiland Cyprus. Hierop stationeerden de VN de UNFICYP-vredesmacht op het eiland, waarvan de missie sindsdien keer op keer werd verlengd.
In 1974 sloeg de vlam opnieuw in de pan, toen Griekenland probeerde een staatsgreep te plegen. Turkije viel Cyprus binnen en bezette het noordelijke deel van het eiland. Met Turkse steun verklaarde dat deel zich in 1983 tot een onafhankelijke staat. De Turkse Republiek Noord-Cyprus werd echter enkel door Turkije erkend. Sindsdien wordt getracht om beide delen opnieuw te verenigen.

## Inhoud
De Veiligheidsraad:
- heeft beraad over het rapport van de secretaris-generaal over de ontmoeting tussen de leiders van beide gemeenschappen en zijn inschatting van de huidige situatie;
- herinnert aan zijn resoluties over Cyprus;
- herinnert ook aan de verklaring van zijn voorzitter, waarin de leiders van beide gemeenschappen werden opgeroepen goede wil en flexibiliteit te tonen;
- betreurt dat er 25 jaar na de oprichting van UNFICYP nog steeds geen overeenkomst is bereikt;
- is bezorgd dat op de ontmoeting in New York geen kaderovereenkomst kon worden bereikt;

1. bevestigt speciaal resolutie 367 uit 1975 en zijn steun aan de akkoorden uit 1977 en 1979, waarin beloofd werd om een federaal Cyprus bestaande uit twee gemeenschappen op te richten;
2. steunt de inspanning die de secretaris-generaal zich getroost om te bemiddelen;
3. roept de leiders van de twee gemeenschappen op om tot een akkoord te komen over een federatie van twee gemeenschappen en een kaderakkoord te sluiten;
4. vraagt de secretaris-generaal om door te gaan met zijn bemiddeling hiervoor;
5. roept de partijen op om zich te onthouden van handelingen die de situatie kunnen verergeren;
6. besluit om op de hoogte te blijven;
7. vraagt de secretaris-generaal om tegen 31 mei te rapporteren over de vorderingen.

## Verwante resoluties
- Resolutie 634 Veiligheidsraad Verenigde Naties (1989)
- Resolutie 646 Veiligheidsraad Verenigde Naties (1989)
- Resolutie 657 Veiligheidsraad Verenigde Naties
- Resolutie 680 Veiligheidsraad Verenigde Naties

Lijst ·  647 ·  648 ·  649 ·  650 ·  651 ·  652 ·  653 ·  654 ·  655 ·  656 ·  657 ·  658 ·  659 ·  660 ·  661 ·  662 ·  663 ·  664 ·  665 ·  666 ·  667 ·  668 ·  669 ·  670 ·  671 ·  672 ·  673 ·  674 ·  675 ·  676 ·  677 ·  678 ·  679 ·  680 ·  681 ·  682 ·  683